# 24063 Nanwoodward
24063 Nanwoodward là một tiểu hành tinh vành đai chính với chu kỳ quỹ đạo là 1470.3969275 ngày (4.03 năm).
Nó được phát hiện ngày 4 tháng 10 năm 1999.